# Recozimento
O recozimento é um tratamento térmico que tem por finalidade eliminar a dureza de uma peça temperada ou normalizar materiais com tensões internas resultantes do forjamento, da laminação, da trefilação. No aquecimento de aços de baixo carbono (0,030%) ocorrem formações de partículas ultrafinas de austenita à medida que atingem e ultrapassam a menor temperatura crítica (Ac1). À medida que a temperatura sobe, o excesso de ferrita continua a se dissolver, finalmente desaparecendo no ponto crítico superior (Ac3).
A microestrutura resultante após o recozimento é a seguinte: 
- Aços eutetóides (0,76% C em peso): somente perlita

- Aços hipoeutetóides (abaixo do teor eutetóide): ferrita e perlita;
- Aços hipereutetóides (acima do teor eutetóide): perlita e cementita;

Eventualmente pode haver austenita retida (γr) residual da transformação a partir do campo da austenita.

## Definição
No aquecimento para o recozimento, a temperatura deve situar-se a mais ou menos 50°C acima do limite superior da zona crítica . Para os aços hipoeutetóides, acima do limite inferior da zona crítica (linha A3). Para os aços hipereutetóides, acima da linha A1. Nestes últimos aços, procura-se não ultrapassar a linha A3 porque, no resfriamento lento, caso de recozimentos de aço-carbono, pode ocorrer a formação, nos contornos de grãos da austenita, de um invólucro contínuo e frágil de carbonetos, tornando os aços frágeis.
Para evitar o tempo muito longo exigido pelo recozimento, pode-se substituir o recozimento comum pelo recozimento isotérmico, em que o aquecimento é feito normalmente, mas o esfriamento é dividido em duas partes. Esfriamento rápido até uma temperatura situada na parte superior do diagrama de transformação isotérmica, onde fica até que a austenita se transforme nos produtos normais de transformação; a segunda etapa consiste no esfriamento até a temperatura ambiente, depois de completada a transformação da primeira etapa.
Outro tipo de recozimento é o de alívio de tensões, em que o aquecimento é feito a temperaturas abaixo da zona crítica. Seu objetivo é apenas aliviar as tensões originadas em processos de conformação mecânica, soldagem, corte por chama, endireitamento, usinagem, etc.
Existe ainda um forma de recozimento que se aplica a tiras e chapas de aço laminados a frio. Em que as peças são colocadas em recipientes vedados no interior de um forno com temperatura entre 600° e 700°C. Esse tipo de processo se chama recozimento em caixa.
O revenimento em ferro fundido branco reduz as tensões e melhora as propriedades mecânicas. O processo de aquecimento é muito longo e atinge temperaturas acima da linha A1, chegando a 800°C. Esse processo torna os carbonetos livres mais finos, eliminando a estrutura típica de ferro fundido.
No ferro fundido, o recozimento tende a aliviar as tensões causadas no resfriamento das peças. Outra propriedade importante é a melhora da usinabilidade mecânica do material.
As temperaturas usadas para alívio de tensões são:
- em elementos de liga - 500° a 565°C
- sem baixo teor em ligas - 565° a 600°C
- de baixo teor em ligas - 600° a 650°C

Para diminuir a dureza e melhorar a usinabilidade do ferro fundido cinzento, a temperatura de aquecimento deve situar-se sempre acima da linha A1 e será maior quanto mais ligado o ferro fundido. O tempo à temperatura deve ser de no mínimo 15minutos/cm de secção transversal. O resfriamento deve ser muito lento.